# Chiesa dell'Annunciazione di Maria Vergine (Terenzo)
La chiesa dell'Annunciazione di Maria Vergine è un luogo di culto cattolico dalle forme tardo-romaniche e barocche, situato in strada della Borgata a Lesignano Palmia, frazione di Terenzo, in provincia e diocesi di Parma; è sede di una parrocchia compresa nella zona pastorale della Montagna.

## Storia
Il luogo di culto originario, dipendente dalla pieve di Bardone, fu costruito nel 1493 e intitolato ai santi Michele e Ilario.
Nella prima metà del XVII secolo l'antico tempio, ormai in degrado, fu abbattuto e ricostruito esattamente sul luogo del precedente.
Nel 1649 la chiesa fu elevata a sede parrocchiale autonoma e fu dotata del campanile.
Tra il 1950 e il 1960 il luogo di culto fu sottoposto a lavori di ristrutturazione, che comportarono l'intonacatura degli esterni e la decorazione degli interni.
Tra il 1970 e il 1975 le coperture della chiesa furono rifatte.
Tra il 2003 e il 2004 la chiesa fu interessata da interventi di restauro, di consolidamento strutturale e di adeguamento liturgico, con lo spostamento dell'antico altare maggiore nella cappella di sinistra.

## Descrizione

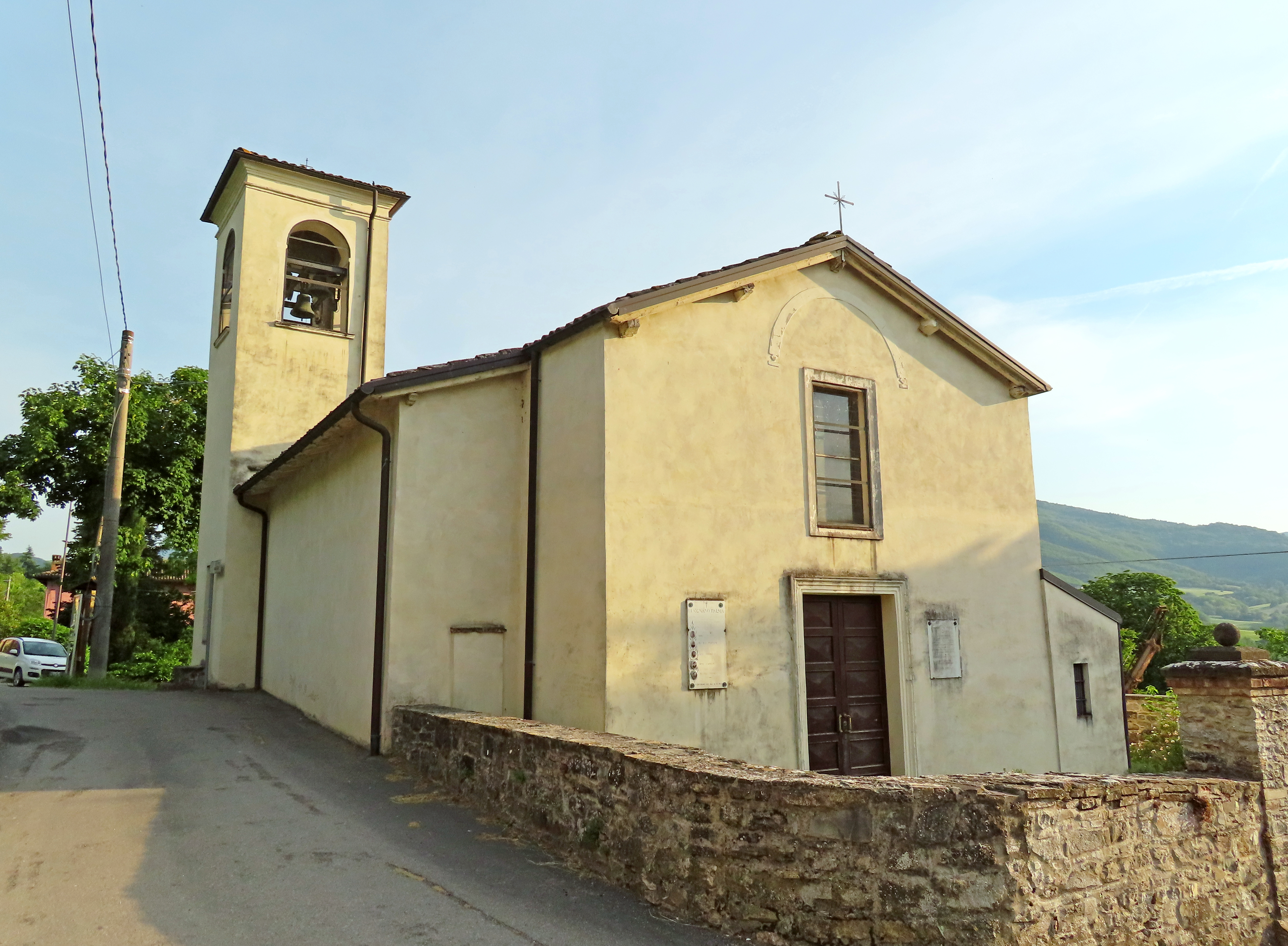
Facciata e lato ovest

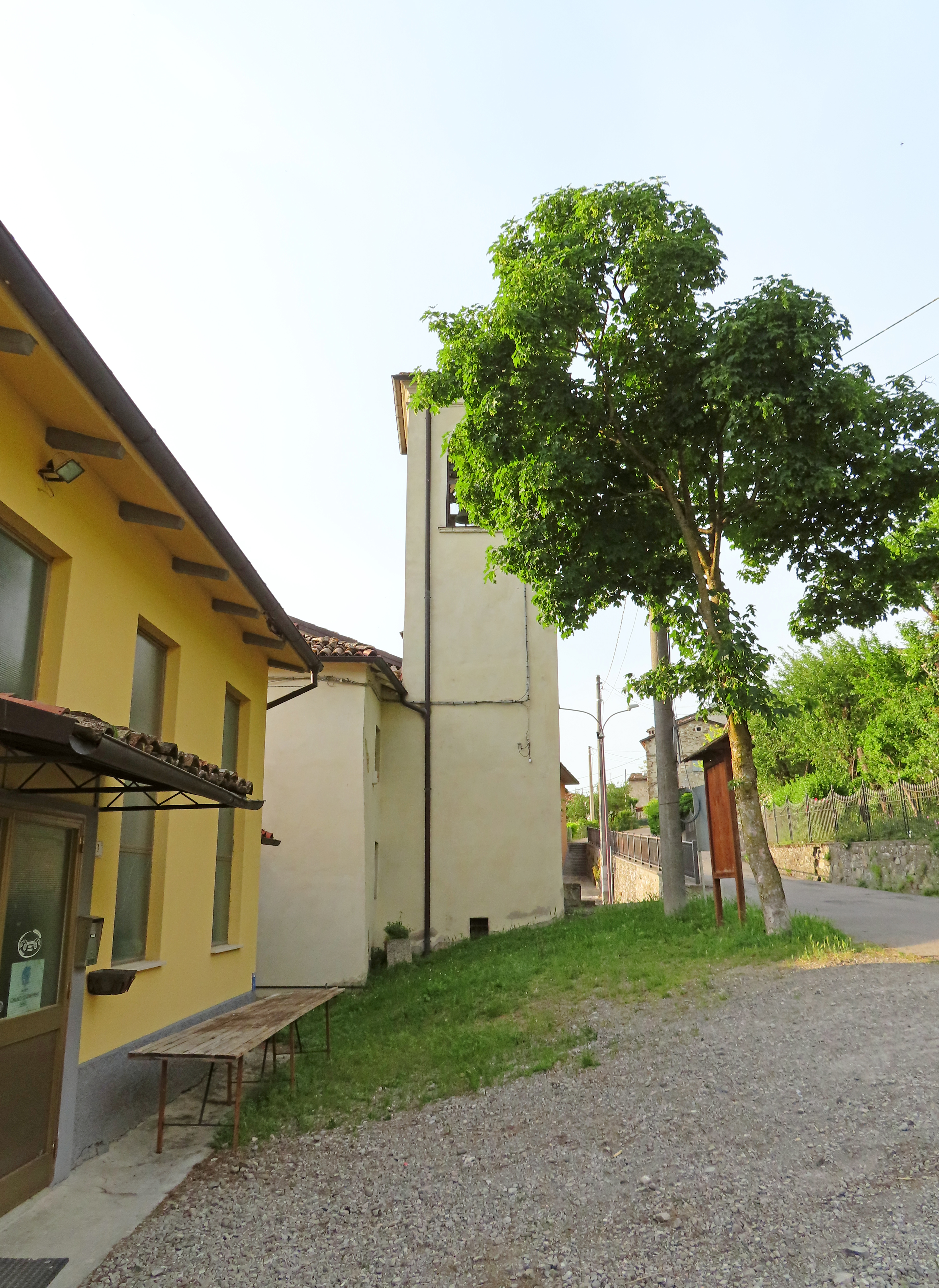
Campanile

La piccola chiesa si sviluppa su un impianto a navata unica affiancata da una cappella per lato, con ingresso a nord e presbiterio a sud.
La semplice e simmetrica facciata a capanna, interamente intonacata, è caratterizzata dalla presenza dell'ampio portale d'ingresso centrale, inquadrato da una cornice; più in alto si apre un finestrone rettangolare, sormontato da un arco a tutto sesto in rilievo; a coronamento si erge nel mezzo una piccola croce metallica.
Dai fianchi aggettano i volumi delle cappelle laterali; al termine del lato sinistro si erge il campanile a base quadrata; la cella campanaria si affaccia sulle quattro fronti attraverso ampie monofore ad arco a tutto sesto.
All'interno la spoglia navata intonacata, coperta da una serie di capriate lignee imbiancate, è affiancata sul fondo dalle arcate a tutto sesto delle cappelle laterali, chiuse superiormente da volte a botte; la cappella sinistra accoglie dal 2004 l'antico altare maggiore in marmi policromi.
Il presbiterio, lievemente sopraelevato, è preceduto dall'arco trionfale, retto da paraste; l'ambiente è coperto da una volta a vela decorata nel mezzo con un affresco raffigurante l'Annunciazione a Maria Vergine, realizzato tra il 1950 e il 1960; al centro è collocato l'altare maggiore a mensa in marmo grigio, aggiunto tra il 2003 e il 2004 unitamente all'ambone; le pareti sono arricchite da lesene a sostegno del cornicione modanato in aggetto.